# Coupe d'Irlande de football 2016
Navigation
Édition précédente Édition suivante
La Coupe d'Irlande de football 2016 est la 96e édition de la Coupe d'Irlande de football organisée par la Fédération d'Irlande de football. La compétition commence le 2 avril 2015, pour se terminer en novembre 2016. Le vainqueur gagne le droit de participer à la Ligue Europa 2017-2018.
La compétition porte le nom de son sponsor principal : Daily Mail FAI Cup.

## Déroulement de la compétition
40 équipes participent à cette édition de la Coupe d'Irlande. 
Les 20 équipes participant au championnat d’Irlande, Premier et First Division, sont directement qualifiées pour le deuxième tour.

## Premier tour
Le tirage au sort se déroule à Abbotstown au siège de la Fédération d'Irlande de football le 14 mars 2016. Seuls les clubs amateurs qui disputent les championnats régionaux du Leinster, du Munster et de l'Ulster sont concernés par ce tour
| Club recevant         | Score            | Club visiteur         | Lieu de la rencontre | Date     |
| --------------------- | ---------------- | --------------------- | -------------------- | -------- |
| St.John Bosco         | 2-4              | Janesboro FC          | Brickfields Park     | 2 avril  |
| Pike Rovers           | 1-0              | Rockmount AFC         | Pike Rovers Complex  | 3 avril  |
| Killester United      | 1-1              | Cherry Orchard        | Hadden Park          | 3 avril  |
| Cherry Orchard        | 1-0              | Killester United      | Elmdale Crescent     | 24 avril |
| Carrigaline United    | 0-5              | Bluebell United       | Ballea Park          | 3 avril  |
| Portmarnock AFC       | 1-1              | Letterkenny Rovers    | Paddys Hill          | 10 avril |
| Letterkenny Rovers    | 2-1              | Portmarnock AFC       | Leckview Park        | 24 avril |
| Crumlin United        | 1-0              | Greystones United     | Pearse Park          | 12 avril |
| St Peters FC          | 2-1              | Leeside AFC           | Dubarry Park         | 16 avril |
| Bandon AFC            | 1-1              | Ringmahon Rangers AFC | Town Park            | 21 avril |
| Ringmahon Rangers AFC | 2-1 5-4 t. a. b. | Bandon AFC            | Town Park            | 24 avril |

Quatre clubs, tirés au sort, sont directement qualifiés pour le deuxième tour : Firhouse Clover, Midleton, Glebe North, Sheriff YC

## Deuxième tour
Le tirage au sort du deuxième tour a lieu le 26 avril 2016 à l'Aviva Stadium. Keith Fahey, ancien international irlandais a tiré au sort les matchs qui se déroulent pendant le week-end du 22 mai 2016. Au moins deux équipes de niveau régional seront présentes au troisième tour puisque Ringmahon Rangers et Glebe North d'une part, et Janesboro et Sherrif YC d'autre part se rencontrent. Un seul choc entre équipes de Premier Division, le match entre les Bohemians et Galway.
| Club recevant             | Score | Club visiteur      | Lieu de la rencontre   | Date        |
| ------------------------- | ----- | ------------------ | ---------------------- | ----------- |
| Finn Harps                | 0-1   | Crumlin United     | Finn Park              | 21 mai 2016 |
| Dundalk FC                | 2-0   | Shelbourne FC      | Oriel Park             | 20 mai 2016 |
| Bluebell United           | 2-5   | Limerick FC        | Market's Field         | 21 mai      |
| Bohemian FC               | 2-0   | Galway United      | Dalymount Park         | 20 mai      |
| Firhouse Clover           | 0-3   | Wexford Youths FC  | Ferrycarrig Park       | 20 mai      |
| Athlone Town              | 0-0   | Letterkenny Rovers | Athlone Town Stadium   | 21 mai      |
| Letterkenny Rovers        | 0-1   | Athlone Town       | Leckview Park          | 24 mai      |
| Ringmahon Rangers AFC     | 2-1   | Glebe North        | Ringmahon Park         | 21 mai      |
| Cobh Ramblers FC          | 2-1   | Cherry Orchard     | St. Colman's Park      | 21 mai      |
| Derry City FC             | 1-1   | Drogheda United    | The Brandywell         | 20 mai      |
| Drogheda United           | 1-2   | Derry City FC      | United Park            | 24 mai      |
| St. Patrick's Athletic FC | 8-0   | Pike Rovers        | Richmond Park          | 21 mai      |
| Sligo Rovers              | 3-0   | Cabinteely FC      | The Showgrounds        | 21 mai      |
| UC Dublin                 | 4-3   | Bray Wanderers     | UCD Bowl               | 20 mai      |
| Shamrock Rovers           | 4-0   | Midleton FC        | Tallaght Stadium       | 20 mai      |
| Janesboro                 | 2-1   | Sheriff YC         | Pearse Stadium         | 22 mai      |
| Waterford United          | 0-2   | Longford Town      | Regional Sports Centre | 20 mai      |
| Cork City FC              | 4-0   | St Peter's Athlone | Turners Cross          | 20 mai      |

La grosse surprise de ce deuxième tour est la victoire du club amateur de Crumlin United sur le club de Premier Division Finn Harps et à l'extérieur qui plus est. Ce sont donc trois clubs amateurs qui disputeront le troisième tour, Crumlin ayant été rejoint par Janesboro et Ringmahon Rangers AFC.

## Troisième tour
Le tirage au sort du troisième tour se tient le 29 juillet 2016. Il est effectué par Martin O'Neill sélectionneur de l'équipe nationale irlandaise. Les matchs se disputent le week-end du 21 août. Le match entre Crumlin et Dundalk est reporté au 30 août pour cause de participations de Dundalk aux barrages de la Ligue des Champions. 
| Club recevant             | Score | Club visiteur    | Lieu de la rencontre | Date         |
| ------------------------- | ----- | ---------------- | -------------------- | ------------ |
| Athlone Town              | 0-5   | Shamrock Rovers  | Athlone Town Stadium | 19 août 2016 |
| UCD                       | 3-1   | Janesboro FC     | UCD Bowl             | 20 août      |
| Ringmahon Rangers AFC     | 1-4   | Cobh Ramblers FC | .                    | 20 août      |
| Bohemian FC               | 2-0   | Derry City FC    | Dalymount Park       | 19 août      |
| Dundalk FC                | 5-0   | Crumlin United   | .                    | 30 août      |
| Wexford Youths FC         | 2-1   | Sligo Rovers     |                      | 19 août      |
| St. Patrick's Athletic FC | 2-0   | Limerick FC      | Richmond Park        | 19 août      |
| Longford Town             | 1-4   | Cork City FC     |                      | 20 août      |

## Quarts de finale
C'est la toute première fois de son histoire que le Wexford Youths FC se hisse en quart de finale de la coupe d'Irlande de football.
| Quart de finale 1      | Shamrock Rovers | 0-5   | Cork City FC                                    | Tallaght Stadium                                                 |                                                                  |
| 9 septembre 2016 19:45 |                 | (0-3) | Maguire 4e 46e 50e · Buckley 12e · Sheppard 33e | Spectateurs : 1 800 Diffuseur : RTE2 Arbitrage : Paul McLaughlin | Spectateurs : 1 800 Diffuseur : RTE2 Arbitrage : Paul McLaughlin |
| 9 septembre 2016 19:45 | Rapport         |       |                                                 | Spectateurs : 1 800 Diffuseur : RTE2 Arbitrage : Paul McLaughlin | Spectateurs : 1 800 Diffuseur : RTE2 Arbitrage : Paul McLaughlin |

| Quart de finale 2      | UC Dublin | 0-1   | Dundalk FC  | UCD Bowl                                   |                                            |
| 9 septembre 2016 19:45 |           | (0-0) | Kilduff 66e | Spectateurs : 506 Arbitrage : Derek Tomney | Spectateurs : 506 Arbitrage : Derek Tomney |
| 9 septembre 2016 19:45 | Rapport   |       |             | Spectateurs : 506 Arbitrage : Derek Tomney | Spectateurs : 506 Arbitrage : Derek Tomney |

| Quart de finale 3      | Wexford Youths FC | 1-3   | Derry City FC                              | Ferrycarrig Park             |                              |
| 9 septembre 2016 20:00 | Molly 6e          | (1-1) | Patterson 45e · Schubert 67e · McNamee 84e | Arbitrage : Anthony Buttimer | Arbitrage : Anthony Buttimer |

| Quart de finale 4       | St. Patrick's Athletic FC                     | 3-2   | Cobh Ramblers FC                     | Richmond Park                            |                                          |
| 10 septembre 2016 16:00 | Christy Fagan · Jamie McGrath · Billy Dennehy | (3-0) | Connor Ellis 49e · Robert Lehane 61e | Spectateurs : 605 Arbitrage : Sean Grant | Spectateurs : 605 Arbitrage : Sean Grant |

## Demi-finales
| Demi finale 1  | Dundalk FC                 | 2-2   | Derry City FC              | Oriel Park |  |
| 2 octobre 2016 | Shiels 21e · Kilduff 45+3e | (2-0) | Patterson 65e · Curtis 86e |            |  |

| Demi finale 1 - match d'appui | Derry City FC | 1-2   | Dundalk FC             | Brandywell Stadium |  |
| 4 octobre 2016                | Curtis 4e     | (1-1) | Kilduff 36e · Finn 67e |                    |  |

| Demi finale 2        | St. Patrick's Athletic FC | 1-3   | Cork City FC              | Richmond Park                                 |                                               |
| 2 octobre 2016 15:55 | Fagan 38e                 | (1-1) | Bennett · Maguire 49e 77e | Spectateurs : 1 866 Arbitrage : Robert Harvey | Spectateurs : 1 866 Arbitrage : Robert Harvey |

## Finale
Les deux meilleures équipes du championnat se retrouvent en finale de la Coupe.
| Finale                | Dundalk FC | 0-1             | Cork City FC      | Aviva Stadium          |                        |
| 6 novembre 2016 16:30 |            | (0-0, 0-0, 0-0) | Sean Maguire 120e | Arbitrage : Rob Rogers | Arbitrage : Rob Rogers |